# Heroes of Might and Magic (Game Boy Color)
Heroes of Might and Magic là một dòng game được làm lại dành cho hệ máy cầm tay Game Boy Color. Dựa trên những phiên bản đầu tiên thuộc dòng Heroes of Might and Magic nguyên gốc. Phiên bản làm lại này do hãng KnowWonder phát triển và The 3DO Company phát hành vào năm 2000.

## Heroes of Might and Magic
Phiên bản đầu tiên được chuyển thể từ Heroes of Might and Magic: A Strategic Quest, nhưng không có khả năng chơi nối mạng. Game được phát hành tại Bắc Mỹ vào ngày 29 tháng 4 năm 2000 và trong vùng PAL vào ngày 20 tháng 10 năm 2000.

## Heroes of Might and Magic II
Phiên bản thứ hai là sự pha trộn của ba bản Heroes đầu tiên với nhiều yếu tố đồ họa được chuyển đổi từ Heroes of Might and Magic III, trong khi về mặt lối chơi giống như một sự pha trộn của Heroes I, II và III. Game được phát hành tại Bắc Mỹ vào tháng 12 năm 2000 và trong vùng PAL vào ngày 16 tháng 3 năm 2001. Phần chơi chiến dịch xoay quanh nhiệm vụ tiêu diệt loài rồng.

## Thành phố và quái thú
Game có tới bốn dạng thành phố: Knight-, Barbarian-, Sorceress- và Warlock. Mỗi thành phố có bảy loại quân khác nhau, hầu hết đều được sao chép trực tiếp từ Heroes of Might and Magic III, có chỉ số, năng lực và hình dáng như nhau. Thành phố Knight sử dụng quân đội từ Castle trong Heroes of Might and Magic III, Barbarian có lực lượng Stronghold, phe Sorceress sở hữu loại quân Rampart và Warlock thì có binh chủng Fortress. Ngoài ra còn có một vài loại quân trung lập hiện diện trong game, không thuộc thành phố nào cả.

## Đón nhận
Sự đón nhận từ giới phê bình dành cho bản game đầu tiên khá tệ, chỉ được 4.6 điểm từ GameSpot. Các phần tiếp theo có đỡ hơn chút.